# Cocentaina
Cocentaina község Spanyolországban, Alicante tartományban. Lakosainak száma 11 411 fő (2024). Cocentaina Agres, Alcocer de Planes, Alcoy, L’Alqueria d’Asnar, Benilloba, Benillup, Benimarfull, Gorga, Millena, Muro de Alcoy, Penàguila és Bocairent községekkel határos.

## Népesség
A település lakosságának változását az alábbi diagram mutatja:
| Lakosok száma | 10 496 | 10 907 | 11 143 | 11 467 | 11 601 | 11 519 | 11 432 | 11 511 | 11 451 | 11 411 |
|               | 2001   | 2004   | 2006   | 2009   | 2011   | 2014   | 2016   | 2019   | 2021   | 2024   |